# Bubbenpriset
Bubbenpriset var ett humor- och/eller kulturpris till minne av underhållaren Anders "Bubben" Burström, som avled 1994 under en tv-inspelning i Kittelfjäll.
Bubbenpriset instiftades av bland annat komikerna Ronny Eriksson och Lasse Eriksson, likt Bubben bördiga från Norrbotten. Priset var på 10 000 kronor.

## Vinnare
- 1995: Håkan Jäder[3]
- 1996: Christina Kjellsson
- 1997: Jesper Odelberg
- 1998: Johan Glans
- 1999: Henrik Elmér[2]
- 2000: Svante Drake
- 2001: Ann Westin[4]
- 2002: Margareta Abrahamsson
- 2003: Åsa Persson[5]
- 2008: Inget pris delades ut.
- 2009: Björn Sjöö[1]
- 2010: Bo Selinder